# GCTU
Generalna Konfederacja Związków Zawodowych lub GCTU (ros. Всеобщая Конфедерация Профсоюзов, Vseyobschya Konfederatsya Profsoyuzov - VKP, ang. General Confederation of Trade Unions) to międzynarodowa konfederacja związków zawodowych. Został założona 16 kwietnia 1992. Obejmuje członków Wspólnoty Niepodległych Państw.